# Holiday Rap
Holiday Rap ist ein Lied von MC Miker G & Deejay Sven aus dem Jahr 1986. Es handelt sich um eine Rap-Version des von Brian Bennett, Bruce Welch, Curtis L. Hudson und Lisa Stevens für Madonna geschriebenen Liedes Holiday.

## Entstehung
Lucien Witteveen und Sven van Veen lernten sich in einer Diskothek in Hilversum kennen. Da beide sich für Rap interessierten, beschlossen sie, einen bekannten Popsong als Rap-Version aufzunehmen. Eigenen Angaben zufolge kam ihnen die Idee, Holiday von Madonna zu verwenden, weil das Lied gerade in der Diskothek lief. Nach dem Vorbild von Grandmaster Flash arrangierten sie das Lied neu und fügten für Rap charakteristische Reime hinzu. Angereichert wird das Lied von Samples mit den verfremdeten Stimmen der Musiker. Außerdem adaptierten sie aus dem Original die Zeile „Holiday, Celebrate …“ sowie Teile des Textes des Cliff-Richard-Klassikers Summer Holiday von 1963. Für die Veröffentlichung legte sich Witteveen das Pseudonym MC Miker G und van Veen das Pseudonym DJ Sven zu. Holiday Rap wurde am 11. Juli 1986 veröffentlicht und in Deutschland, Schweiz, Niederlanden und Frankreich ein Nummer-eins-Hit. 1987 erreichte es in Kanada Platz 9.

## Kommerzieller Erfolg

### Chartplatzierungen
| ChartsChartplatzierungen     | Höchstplatzierung | Wochen/ Monate |
| ---------------------------- | ----------------- | -------------- |
| Deutschland (GfK)            | 1 (15 Wo.)        | 15 Wo.         |
| Niederlande (Media Markt)    | 1 (12 Wo.)        | 12 Wo.         |
| Österreich (Ö3)              | 2 (2,5 Mt.)       | 2,5 Mt.        |
| Schweiz (IFPI)               | 1 (10 Wo.)        | 10 Wo.         |
| Vereinigtes Königreich (OCC) | 6 (7 Wo.)         | 7 Wo.          |

| ChartsJahrescharts (1986) | Platzierung |
| ------------------------- | ----------- |
| Deutschland (GfK)         | 5           |
| Österreich (Ö3)           | 29          |
| Schweiz (IFPI)            | 27          |

### Auszeichnungen für Musikverkäufe
| Land/Region          | Auszeichnungen für Musikverkäufe (Land/Region, Auszeichnung, Verkäufe) | Verkäufe |
| -------------------- | ---------------------------------------------------------------------- | -------- |
| Frankreich (SNEP)    | Silber                                                                 | 250.000  |
| Spanien (Promusicae) | Gold                                                                   | 50.000   |
| Insgesamt            | 1× Silber · 1× Gold ·                                                  | 300.000  |

## Coverversionen
- 1987: Saragossa Band
- 2004: Groove Coverage